# (29910) Segre
(29910) Segre ist ein Asteroid des Hauptgürtels, der am 14. Mai 1999 vom italoamerikanischen Astronomen Paul G. Comba am Prescott-Observatorium (IAU-Code 684) in Arizona entdeckt wurde.
Benannt wurde der Asteroid am 27. April 2002 nach dem italienischen Mathematiker Corrado Segre (1863–1924), der ab 1888 als Professor für Geometrie an der Universität Turin lehrte und sein Hauptaugenmerk auf die Algebraische Geometrie legte.